# کارمینس
کارمینس (به اسپانیایی: Cármenes) یک دهستان اسپانیا است که در استان لئون، اسپانیا واقع شده‌است.

## خصوصیات
کارمینس ۱۵۴٫۲۲ کیلومترمربع مساحت و ۴۴۸ نفر جمعیت دارد و ۱٬۱۶۷ متر بالاتر از سطح دریا واقع شده‌است.